# HMS Magdala (1870)
HMS Magdala був брустверним монітором типу «Цербер» Королівського флоту, створеним спеціально для забезпечення оборони гавані Бомбея (нині Мумбаї) наприкінці 1860-х років. Вона була замовлена Міністерством у справах Індії для Бомбейської флотилії (Bombay Marine). Окрім виходів на тренувальні стрільби, «Магдала» залишалася у гавані Бомбею впродовж усієї своєї кар’єри. Корабель було продано на металобрухт у 1903 році.

## Обставини конструювання
У липні 1866 року Міністерство у справах Індії  надав запит на дві плавучі батареї для захисту Бомбею, а Контролер Королівського флоту віце-адмірал Спенсер Робінсон рекомендував використовувати для цієї мети монітори. Він рекомендував проєкт з 305 мм.(12 дюймовою)  бронею пояса та 381 мм. (15. дюймів) башти, озброєної якнайбільшими доступними гарматами, що коштуватиме 220 000 фунтів стерлінгів.  Міністерство у справах Індії  вирішило, що це занадто дорого, і замовило копію HMVS Cerberus лише за 132 400 фунтів стерлінгів. 